# Liste des monuments historiques du Gers
Cet article recense les monuments historiques du Gers, en France.
- Pour les monuments historiques de la commune d'Auch, voir la liste des monuments historiques d'Auch

## Statistiques
Au 21 juillet 2023, le Gers compte 330 édifices comportant au moins une protection au titre des monuments historiques, dont 82 sont classés et 265 sont inscrits. Le total des monuments classés et inscrits est supérieur au nombre total de monuments protégés car plusieurs d'entre eux sont à la fois classés et inscrits.

## Liste
Du fait du nombre d'édifices protégés à Auch, la ville fait l'objet d'une liste séparée : voir la liste des monuments historiques d'Auch.
- Haut – A
- B
- C
- D
- E
- F
- G
- H
- I
- J
- K
- L
- M
- N
- O
- P
- Q
- R
- S
- T
- U
- V
- W
- X
- Y
- Z

| Monument                                                                             | Commune                                             | Adresse                                     | Coordonnées                                 | Notice                                      | Protection                                  | Date                                        | Illustration                                                                        |
| ------------------------------------------------------------------------------------ | --------------------------------------------------- | ------------------------------------------- | ------------------------------------------- | ------------------------------------------- | ------------------------------------------- | ------------------------------------------- | ----------------------------------------------------------------------------------- |
| Église Saint-Jacques de Fromentas                                                    | Aignan                                              | Fromentas                                   | 43° 40′ 19″ nord, 0° 06′ 20″ est            | « PA00094697 »                              | Classement                                  | 1979                                        | Église Saint-Jacques de Fromentas                                                   |
| Église Saint-Saturnin d'Aignan                                                       | Aignan                                              | Rue Saint-Saturnin                          | 43° 41′ 55″ nord, 0° 05′ 05″ est            | « PA00094696 »                              | Inscription                                 | 2015                                        | Église Saint-Saturnin d'Aignan                                                      |
| Église Saint-Luperc de Loissan                                                       | Arblade-le-Haut                                     | Loissan                                     | 43° 44′ 03″ nord, 0° 04′ 01″ ouest          | « PA00094698 »                              | Inscription                                 | 1974                                        | Église Saint-Luperc de Loissan                                                      |
|                                                                                      | Auch                                                | Voir liste des monuments historiques d'Auch | Voir liste des monuments historiques d'Auch | Voir liste des monuments historiques d'Auch | Voir liste des monuments historiques d'Auch | Voir liste des monuments historiques d'Auch | Voir liste des monuments historiques d'Auch                                         |
| Château d'Avensac                                                                    | Avensac                                             | Bourg                                       | 43° 49′ 53″ nord, 0° 54′ 14″ est            | « PA00094721 »                              | Inscription                                 | 1983                                        | Château d'Avensac                                                                   |
| Château d'Avezan                                                                     | Avezan                                              | Bourg                                       | 43° 52′ 34″ nord, 0° 47′ 40″ est            | « PA00094722 »                              | Inscription                                 | 1984                                        | Château d'Avezan                                                                    |
| Château de Mazères                                                                   | Barran                                              |                                             | 43° 38′ 51″ nord, 0° 24′ 30″ est            | « PA00094723 »                              | Inscription Classement                      | 1981                                        | Château de Mazères                                                                  |
| Église Saint-Jean-Baptiste de Barran                                                 | Barran                                              | Rue de l'église                             | 43° 37′ 03″ nord, 0° 26′ 32″ est            | « PA00094724 »                              | Classement                                  | 1944                                        | Église Saint-Jean-Baptiste de Barran                                                |
| Église Saint-Pierre de La Castagnère                                                 | Barran                                              | La Castagnère                               | 43° 36′ 34″ nord, 0° 29′ 22″ est            | « PA00094725 »                              | Inscription                                 | 1978                                        | Église Saint-Pierre de La Castagnère                                                |
| Pigeonnier de Bonnefont                                                              | Barran                                              | Bonnefont                                   | 43° 37′ 14″ nord, 0° 29′ 19″ est            | « PA00094726 »                              | Inscription                                 | 1973                                        | Pigeonnier de Bonnefont                                                             |
| Porte de Barran                                                                      | Barran                                              | Rue principale                              | 43° 37′ 09″ nord, 0° 26′ 39″ est            | « PA00094727 »                              | Inscription                                 | 1944                                        | Porte de Barran                                                                     |
| Château de Marignan                                                                  | Bars                                                | Marignan                                    | 43° 30′ 07″ nord, 0° 18′ 58″ est            | « PA00094728 »                              | Inscription Classement                      | 1988 1991                                   | Image manquante Téléverser                                                          |
| Basilique Saint-Fris                                                                 | Bassoues                                            |                                             | 43° 34′ 51″ nord, 0° 15′ 07″ est            | « PA32000039 »                              | Inscription                                 | 2016                                        | Basilique Saint-Fris                                                                |
| Donjon de Bassoues                                                                   | Bassoues                                            | Chemin de Ronde/Grande Rue                  | 43° 34′ 45″ nord, 0° 14′ 52″ est            | « PA00094729 »                              | Inscription Classement                      | 1944 1840                                   | Donjon de Bassoues                                                                  |
| Église de la Nativité-Notre-Dame de Bassoues                                         | Bassoues                                            |                                             | 43° 34′ 44″ nord, 0° 14′ 45″ est            | « PA32000047 »                              | Inscription                                 | 2018                                        | Église de la Nativité-Notre-Dame de Bassoues                                        |
| Halle de Bassoues                                                                    | Bassoues                                            | Grande Rue                                  | 43° 34′ 46″ nord, 0° 14′ 43″ est            | « PA32000017 »                              | Inscription                                 | 2004                                        | Halle de Bassoues                                                                   |
| Château de Bassoues                                                                  | Bassoues                                            | Chemin de Ronde/Près du donjon              | 43° 34′ 46″ nord, 0° 14′ 52″ est            | « PA00094730 »                              | Inscription                                 | 1943                                        | Château de Bassoues                                                                 |
| Château de Bazian                                                                    | Bazian                                              | Bourg                                       | 43° 40′ 10″ nord, 0° 19′ 18″ est            | « PA32000022 »                              | Inscription                                 | 2008                                        | Château de Bazian                                                                   |
| Porte fortifiée de Saint-Yors                                                        | Bazian                                              | Saint-Yors                                  | 43° 39′ 29″ nord, 0° 18′ 43″ est            | « PA00094731 »                              | Inscription                                 | 1973                                        | Porte fortifiée de Saint-Yors                                                       |
| Tour de Bazian                                                                       | Bazian                                              | Bourg                                       | 43° 40′ 09″ nord, 0° 19′ 22″ est            | « PA00094732 »                              | Inscription                                 | 1974                                        | Tour de Bazian                                                                      |
| Église de la Nativité-de-Notre-Dame de Beaumarchés                                   | Beaumarchés                                         | Bourg                                       | 43° 35′ 09″ nord, 0° 05′ 27″ est            | « PA00094733 »                              | Inscription                                 | 1926                                        | Église de la Nativité-de-Notre-Dame de Beaumarchés                                  |
| Château de Beaumont                                                                  | Beaumont                                            | Bourg                                       | 43° 56′ 53″ nord, 0° 17′ 05″ est            | « PA00094734 »                              | Inscription Classement                      | 1982 1989                                   | Image manquante Téléverser                                                          |
| Église Notre-Dame de Vopillon                                                        | Beaumont                                            | Vopillon                                    | 43° 55′ 37″ nord, 0° 18′ 07″ est            | « PA00094735 »                              | Inscription                                 | 1971                                        | Église Notre-Dame de Vopillon                                                       |
| Pont d'Artigues                                                                      | Beaumont (également sur la commune de Larressingle) |                                             | 43° 56′ 01″ nord, 0° 18′ 18″ est            | « PA32000042 »                              | Inscription                                 | 2017                                        | Pont d'Artigues                                                                     |
| Chapelle Saint-Clamens                                                               | Belloc-Saint-Clamens                                | Saint-Clamens                               | 43° 27′ 23″ nord, 0° 24′ 52″ est            | « PA00094736 »                              | Classement                                  | 1890                                        | Chapelle Saint-Clamens                                                              |
| Château de Lasserre                                                                  | Béraut                                              | Lasserre                                    | 43° 27′ 23″ nord, 0° 24′ 52″ est            | « PA00094737 »                              | Inscription                                 | 1927                                        | Image manquante Téléverser                                                          |
| Abbaye de Berdoues                                                                   | Berdoues                                            |                                             | 43° 28′ 50″ nord, 0° 24′ 33″ est            | « PA00094738 »                              | Inscription                                 | 1933                                        | Abbaye de Berdoues                                                                  |
| Église Saint-Leu de Bernède                                                          | Bernède                                             | Bourg                                       | 43° 40′ 11″ nord, 0° 13′ 14″ ouest          | « PA00094739 »                              | Inscription Classement                      | 1946 1947                                   | Église Saint-Leu de Bernède                                                         |
| Château de Cadreils                                                                  | Berrac                                              | Cadreils                                    | 44° 00′ 22″ nord, 0° 33′ 46″ est            | « PA00094740 »                              | Inscription                                 | 1973                                        | Image manquante Téléverser                                                          |
| Château de Betplan                                                                   | Betplan                                             |                                             | 43° 24′ 52″ nord, 0° 11′ 54″ est            | « PA00094741 »                              | Inscription                                 | 1949                                        | Château de Betplan                                                                  |
| Château de Bézéril                                                                   | Bézéril                                             |                                             | 43° 32′ 40″ nord, 0° 52′ 49″ est            | « PA00094742 »                              | Inscription                                 | 1977                                        | Château de Bézéril                                                                  |
| Église Saint-Jacques de Bézéril                                                      | Bézéril                                             |                                             | 43° 32′ 41″ nord, 0° 52′ 44″ est            | « PA00094743 »                              | Inscription                                 | 1979                                        | Église Saint-Jacques de Bézéril                                                     |
| Borne de Biran                                                                       | Biran                                               | Près la vieille porte                       | 43° 41′ 47″ nord, 0° 25′ 09″ est            | « PA00094744 »                              | Inscription                                 | 1947                                        | Borne de Biran                                                                      |
| Église de Ramensan                                                                   | Biran                                               | Ramensan                                    | 43° 42′ 48″ nord, 0° 23′ 15″ est            | « PA00094745 »                              | Inscription                                 | 1978                                        | Église de Ramensan                                                                  |
| Pile gallo-romaine de Biran                                                          | Biran                                               |                                             | 43° 41′ 09″ nord, 0° 23′ 50″ est            | « PA00094747 »                              | Classement                                  | 1875                                        | Pile gallo-romaine de Biran                                                         |
| Vieille porte de Biran                                                               | Biran                                               |                                             | 43° 41′ 47″ nord, 0° 25′ 10″ est            | « PA00094746 »                              | Inscription                                 | 1947                                        | Vieille porte de Biran                                                              |
| Château de Bonas                                                                     | Bonas                                               |                                             | 43° 46′ 54″ nord, 0° 24′ 26″ est            | « PA00094748 »                              | Inscription                                 | 1976                                        | Image manquante Téléverser                                                          |
| Couvent de Boulaur                                                                   | Boulaur                                             |                                             | 43° 32′ 28″ nord, 0° 46′ 31″ est            | « PA00094749 »                              | Inscription                                 | 1972                                        | Couvent de Boulaur                                                                  |
| Chapelle du Bouzonnet                                                                | Bouzon-Gellenave                                    |                                             | 43° 41′ 48″ nord, 0° 01′ 23″ est            | « PA00094750 »                              | Inscription                                 | 1975                                        | Image manquante Téléverser                                                          |
| Motte de Saint-Gô                                                                    | Bouzon-Gellenave                                    |                                             | 43° 41′ 06″ nord, 0° 01′ 50″ est            | « PA32000001 »                              | Inscription                                 | 1996                                        | Image manquante Téléverser                                                          |
| Château de Saint-Julien                                                              | Cahuzac-sur-Adour                                   |                                             | 43° 38′ 23″ nord, 0° 01′ 28″ ouest          | « PA00094751 »                              | Inscription                                 | 1973                                        | Château de Saint-Julien                                                             |
| Moulin à eau de Cahuzac-sur-Adour                                                    | Cahuzac-sur-Adour                                   |                                             | 43° 37′ 52″ nord, 0° 01′ 11″ ouest          | « PA00094752 »                              | Inscription                                 | 1984                                        | Image manquante Téléverser                                                          |
| Église Saint-Orens de Laas                                                           | Caillavet                                           | D34                                         | 43° 42′ 04″ nord, 0° 19′ 38″ est            | « PA00094753 »                              | Inscription                                 | 1978                                        | Église Saint-Orens de Laas                                                          |
| Église Saint-Pierre de Tabaux                                                        | Caillavet                                           |                                             | 43° 42′ 54″ nord, 0° 20′ 51″ est            | « PA00094754 »                              | Inscription                                 | 1979                                        | Église Saint-Pierre de Tabaux                                                       |
| Château de Cassaigne                                                                 | Cassaigne                                           | Bourg                                       | 43° 54′ 31″ nord, 0° 20′ 09″ est            | « PA00094755 »                              | Inscription                                 | 1987                                        | Château de Cassaigne                                                                |
| Château de Léberon                                                                   | Cassaigne                                           |                                             | 43° 53′ 43″ nord, 0° 21′ 54″ est            | « PA00094756 »                              | Inscription                                 | 1963                                        | Château de Léberon                                                                  |
| Chapelle d'Abrin                                                                     | Castelnau-sur-l'Auvignon                            |                                             | 43° 56′ 49″ nord, 0° 29′ 18″ est            | « PA00094757 »                              | Inscription                                 | 1929                                        | Image manquante Téléverser                                                          |
| Église d'Auban                                                                       | Castelnavet                                         |                                             | 43° 40′ 01″ nord, 0° 07′ 18″ est            | « PA00094758 »                              | Classement                                  | 1979                                        | Église d'Auban                                                                      |
| Église Sainte-Madeleine de Castéra-Lectourois                                        | Castéra-Lectourois                                  |                                             | 43° 58′ 34″ nord, 0° 36′ 29″ est            | « PA00094759 »                              | Classement                                  | 1986                                        | Église Sainte-Madeleine de Castéra-Lectourois                                       |
| Croix de cimetière de Verduzan                                                       | Castéra-Verduzan                                    |                                             | 43° 48′ 17″ nord, 0° 25′ 13″ est            | « PA00094760 »                              | Inscription                                 | 1927                                        | Croix de cimetière de Verduzan                                                      |
| Église Saint-Blaise de Castéra-Vieux                                                 | Castéra-Verduzan                                    | Castéra-Vieux                               | 43° 47′ 47″ nord, 0° 26′ 16″ est            | « PA00094761 »                              | Inscription                                 | 1927                                        | Église Saint-Blaise de Castéra-Vieux                                                |
| Église Sainte-Blandine de Castet-Arrouy                                              | Castet-Arrouy                                       |                                             | 43° 58′ 45″ nord, 0° 42′ 55″ est            | « PA32000008 »                              | Inscription                                 | 1999                                        | Église Sainte-Blandine de Castet-Arrouy                                             |
| Église Saint-Jean-Baptiste de Castillon-Massas                                       | Castillon-Massas                                    |                                             | 43° 43′ 10″ nord, 0° 32′ 42″ est            | « PA00094762 »                              | Inscription                                 | 1984                                        | Image manquante Téléverser                                                          |
| Église d'Espagnet                                                                    | Caupenne-d'Armagnac                                 |                                             | 43° 46′ 15″ nord, 0° 04′ 21″ ouest          | « PA00094763 »                              | Classement                                  | 1946                                        | Image manquante Téléverser                                                          |
| Église Saint-Pierre de Barbotan                                                      | Cazaubon                                            |                                             | 43° 57′ 04″ nord, 0° 02′ 38″ ouest          | « PA00094764 »                              | Inscription                                 | 1925                                        | Église Saint-Pierre de Barbotan                                                     |
| Porte de Barbotan de Cazaubon                                                        | Cazaubon                                            |                                             | 43° 57′ 04″ nord, 0° 02′ 39″ ouest          | « PA00094765 »                              | Inscription                                 | 1926                                        | Porte de Barbotan de Cazaubon                                                       |
| Château de Caumont                                                                   | Cazaux-Savès                                        |                                             | 43° 32′ 00″ nord, 0° 58′ 00″ est            | « PA00094766 »                              | Inscription Classement                      | 1947 1984                                   | Château de Caumont                                                                  |
| Château de Clermont-Savès                                                            | Clermont-Savès                                      |                                             | 43° 37′ 09″ nord, 1° 01′ 38″ est            | « PA00094767 »                              | Inscription                                 | 1977                                        | Image manquante Téléverser                                                          |
| Halle de Cologne (Gers)                                                              | Cologne                                             |                                             | 43° 43′ 19″ nord, 0° 58′ 39″ est            | « PA00094768 »                              | Inscription                                 | 1944                                        | Halle de Cologne (Gers)                                                             |
| Presbytère de Cologne Syndicat d'initiative                                          | Cologne                                             |                                             | 43° 43′ 20″ nord, 0° 58′ 40″ est            | « PA00094769 »                              | Inscription                                 | 1944                                        | Presbytère de CologneSyndicat d'initiative                                          |
| Cathédrale Saint-Pierre de Condom                                                    | Condom                                              |                                             | 43° 57′ 28″ nord, 0° 22′ 23″ est            | « PA00094770 »                              | Classement                                  | 1840                                        | Cathédrale Saint-Pierre de Condom                                                   |
| Château de Fondelin                                                                  | Condom                                              |                                             | 43° 55′ 13″ nord, 0° 22′ 25″ est            | « PA32000044 »                              | Inscription                                 | 2017                                        | Image manquante Téléverser                                                          |
| Château de Mothes                                                                    | Condom                                              |                                             | 44° 00′ 50″ nord, 0° 25′ 27″ est            | « PA00094771 »                              | Inscription                                 | 1987                                        | Image manquante Téléverser                                                          |
| Château de Peyriac                                                                   | Condom                                              |                                             | 43° 56′ 51″ nord, 0° 24′ 37″ est            | « PA00094772 »                              | Inscription                                 | 1972                                        | Image manquante Téléverser                                                          |
| Château de Pouypardin                                                                | Condom                                              |                                             | 43° 59′ 31″ nord, 0° 19′ 45″ est            | « PA00094773 »                              | Inscription                                 | 1986                                        | Image manquante Téléverser                                                          |
| Cloître de Condom                                                                    | Condom                                              |                                             | 43° 57′ 30″ nord, 0° 22′ 22″ est            | « PA00094774 »                              | Classement                                  | 1997                                        | Cloître de Condom                                                                   |
| Collège des Oratoriens de Condom                                                     | Condom                                              | Rue Jean-Jaurès Rue Saint-Exupéry           | 43° 57′ 22″ nord, 0° 22′ 21″ est            | « PA00094775 »                              | Inscription                                 | 1988                                        | Collège des Oratoriens de Condom                                                    |
| Couvent des Dominicains de Prouilhan                                                 | Condom                                              |                                             | 43° 57′ 08″ nord, 0° 22′ 55″ est            | « PA00094776 »                              | Inscription                                 | 1927                                        | Image manquante Téléverser                                                          |
| Église des Carmes de Condom                                                          | Condom                                              |                                             | 43° 57′ 24″ nord, 0° 22′ 05″ est            | « PA00094777 »                              | Inscription                                 | 1955                                        | Image manquante Téléverser                                                          |
| Église Saint-Antoine de Lialores                                                     | Condom                                              |                                             | 44° 00′ 37″ nord, 0° 24′ 03″ est            | « PA00094778 »                              | Classement                                  | 1986                                        | Église Saint-Antoine de Lialores                                                    |
| Église Saint-Barthélémy du Pradau                                                    | Condom                                              |                                             | 43° 57′ 19″ nord, 0° 22′ 41″ est            | « PA00094779 »                              | Classement                                  | 1987                                        | Église Saint-Barthélémy du Pradau                                                   |
| Église Sainte-Germaine de Baradieu                                                   | Condom                                              | Baradieu                                    | 43° 57′ 51″ nord, 0° 26′ 44″ est            | « PA00094780 »                              | Inscription                                 | 1971                                        | Église Sainte-Germaine de Baradieu                                                  |
| Église Saint-Jacques-de-la-Bouquerie de Condom                                       | Condom                                              |                                             | 43° 57′ 18″ nord, 0° 21′ 54″ est            | « PA00094781 »                              | Inscription                                 | 1988                                        | Image manquante Téléverser                                                          |
| Hôtel du Bouzet de Roquepine Hôtel de ville                                          | Condom                                              |                                             | 43° 57′ 23″ nord, 0° 22′ 28″ est            | « PA00094783 »                              | Inscription                                 | 1988                                        | Hôtel du Bouzet de RoquepineHôtel de ville                                          |
| Hôtel de Polignac                                                                    | Condom                                              | 21 rue Jules-Ferry                          | 43° 57′ 38″ nord, 0° 22′ 21″ est            | « PA00094784 »                              | Classement                                  | 1990                                        | Hôtel de Polignac                                                                   |
| Maison d'arrêt de Condom                                                             | Condom                                              | 4bis rue Jules-Ferry                        | 43° 57′ 33″ nord, 0° 22′ 20″ est            | « PA00094785 »                              | Inscription                                 | 1988                                        | Maison d'arrêt de Condom                                                            |
| Maison fortifiée                                                                     | Condom                                              | Le Luc                                      | 43° 58′ 44″ nord, 0° 19′ 13″ est            | « PA00094786 »                              | Inscription                                 | 1976                                        | Image manquante Téléverser                                                          |
| Monument aux morts de Condom                                                         | Condom                                              |                                             | 43° 57′ 24″ nord, 0° 22′ 32″ est            | « PA32000048 »                              | Inscription                                 | 2018                                        | Monument aux morts de Condom                                                        |
| Palais épiscopal de Condom Sous-préfecture, Musée de l'Armagnac, Tribunal d'instance | Condom                                              |                                             | 43° 57′ 32″ nord, 0° 22′ 19″ est            | « PA00094782 »                              | Inscription                                 | 1988                                        | Palais épiscopal de CondomSous-préfecture, Musée de l'Armagnac, Tribunal d'instance |
| Pigeonnier du Pujoulé                                                                | Condom                                              |                                             | 43° 54′ 47″ nord, 0° 22′ 47″ est            | « PA00094787 »                              | Inscription                                 | 1973                                        | Image manquante Téléverser                                                          |
| Tour des Templiers                                                                   | Condom                                              | 3 rue Marge                                 | 43° 57′ 28″ nord, 0° 22′ 19″ est            | « PA00094788 »                              | Inscription                                 | 1926                                        | Tour des Templiers                                                                  |
| Château de Courrensan                                                                | Courrensan                                          |                                             | 43° 51′ 00″ nord, 0° 14′ 31″ est            | « PA00094789 »                              | Inscription                                 | 1979                                        | Château de Courrensan                                                               |
| Église Saint-Vincent de Cravencères                                                  | Cravencères                                         |                                             | 43° 45′ 54″ nord, 0° 02′ 13″ est            | « PA32000031 »                              | Inscription                                 | 2014                                        | Image manquante Téléverser                                                          |
| Tour de Dému                                                                         | Dému                                                |                                             | 43° 45′ 57″ nord, 0° 10′ 00″ est            | « PA00094790 »                              | Inscription                                 | 1973                                        | Tour de Dému                                                                        |
| Cathédrale Saint-Luperc d'Eauze                                                      | Eauze                                               |                                             | 43° 51′ 39″ nord, 0° 06′ 02″ est            | « PA00094791 »                              | Inscription                                 | 1945                                        | Cathédrale Saint-Luperc d'Eauze                                                     |
| Maison dite de Jeanne d'Albret                                                       | Eauze                                               | Place d'Armagnac                            | 43° 51′ 38″ nord, 0° 06′ 01″ est            | « PA00094792 »                              | Inscription                                 | 1929                                        | Maison dite de Jeanne d'Albret                                                      |
| Maison                                                                               | Eauze                                               | Place d'Armagnac                            | 43° 51′ 38″ nord, 0° 06′ 01″ est            | « PA00094793 »                              | Inscription                                 | 1929                                        | Image manquante Téléverser                                                          |
| Site archéologique de Tasta/Elusa                                                    | Eauze                                               |                                             | 43° 51′ 38″ nord, 0° 06′ 45″ est            | « PA32000002 »                              | Inscription                                 | 1996                                        | Site archéologique de Tasta/Elusa                                                   |
| Chapelle Saint-Jean de Las Monges                                                    | Escornebœuf                                         |                                             | 43° 38′ 25″ nord, 0° 52′ 55″ est            | « PA00094794 »                              | Inscription                                 | 1981                                        | Chapelle Saint-Jean de Las Monges                                                   |
| Château d'Espas                                                                      | Espas                                               |                                             | 43° 46′ 53″ nord, 0° 04′ 20″ est            | « PA00094795 »                              | Classement                                  | 1979                                        | Château d'Espas                                                                     |
| Arènes Jean Bartherotte d'Estang                                                     | Estang                                              |                                             | 43° 52′ 03″ nord, 0° 06′ 24″ ouest          | « PA00125586 »                              | Inscription                                 | 1993                                        | Arènes Jean Bartherotte d'Estang                                                    |
| Église Notre-Dame d'Estang                                                           | Estang                                              |                                             | 43° 51′ 58″ nord, 0° 06′ 09″ ouest          | « PA32000006 »                              | Inscription                                 | 1998                                        | Église Notre-Dame d'Estang                                                          |
| Logis abbatial de Faget-Abbatial                                                     | Faget-Abbatial                                      |                                             | 43° 30′ 22″ nord, 0° 41′ 40″ est            | « PA00094796 »                              | Classement                                  | 1973                                        | Logis abbatial de Faget-Abbatial                                                    |
| Église Saint-Sauveur de Faget-Abbatial                                               | Faget-Abbatial                                      |                                             | 43° 30′ 18″ nord, 0° 41′ 41″ est            | « PA00094797 »                              | Inscription                                 | 1947                                        | Église Saint-Sauveur de Faget-Abbatial                                              |
| Château de Flamarens                                                                 | Flamarens                                           |                                             | 44° 01′ 00″ nord, 0° 47′ 31″ est            | « PA00094798 »                              | Classement                                  | 1965                                        | Château de Flamarens                                                                |
| Église Saint-Saturnin de Flamarens                                                   | Flamarens                                           |                                             | 44° 01′ 00″ nord, 0° 47′ 34″ est            | « PA00125587 »                              | Inscription                                 | 1993                                        | Église Saint-Saturnin de Flamarens                                                  |
| Église Saint-Laurent de Fleurance                                                    | Fleurance                                           |                                             | 43° 50′ 59″ nord, 0° 39′ 52″ est            | « PA00094799 »                              | Classement                                  | 1907                                        | Église Saint-Laurent de Fleurance                                                   |
| Halle-hôtel de ville de Fleurance                                                    | Fleurance                                           |                                             | 43° 50′ 58″ nord, 0° 39′ 48″ est            | « PA00094800 »                              | Inscription                                 | 1987                                        | Halle-hôtel de ville de Fleurance                                                   |
| Porte de ville de Fourcès                                                            | Fourcès                                             |                                             | 43° 59′ 33″ nord, 0° 13′ 46″ est            | « PA00094801 »                              | Inscription                                 | 1937                                        | Porte de ville de Fourcès                                                           |
| Église Saint-Michel de Galiax                                                        | Galiax                                              |                                             | 43° 36′ 56″ nord, 0° 00′ 50″ est            | « PA00094802 »                              | Inscription                                 | 1979                                        | Église Saint-Michel de Galiax                                                       |
| Tour d'Estrepouy                                                                     | Gazaupouy                                           | Estrepouy                                   | 44° 01′ 48″ nord, 0° 27′ 07″ est            | « PA00094803 »                              | Classement                                  | 1982                                        | Tour d'Estrepouy                                                                    |
| Église de Baccarisse                                                                 | Gazax-et-Baccarisse                                 |                                             | 43° 35′ 55″ nord, 0° 12′ 27″ est            | « PA00125588 »                              | Inscription                                 | 1993                                        | Image manquante Téléverser                                                          |
| Église de Rouillac (Gimbrède)                                                        | Gimbrède                                            |                                             | 44° 01′ 15″ nord, 0° 42′ 30″ est            | « PA00094957 »                              | Inscription                                 | 1990                                        | Église de Rouillac (Gimbrède)                                                       |
| Chapelle Notre-Dame-de-Cahuzac                                                       | Gimont                                              | Cahuzac                                     | 43° 37′ 52″ nord, 0° 51′ 52″ est            | « PA32000045 »                              | Inscription                                 | 2017                                        | Chapelle Notre-Dame-de-Cahuzac                                                      |
| Château de Fontenilles                                                               | Gimont                                              |                                             | 43° 37′ 08″ nord, 0° 51′ 21″ est            | « PA32000009 »                              | Inscription                                 | 1999                                        | Image manquante Téléverser                                                          |
| Église Notre-Dame-de-l'Assomption de Gimont                                          | Gimont                                              |                                             | 43° 37′ 36″ nord, 0° 52′ 35″ est            | « PA00094804 »                              | Inscription                                 | 1939                                        | Église Notre-Dame-de-l'Assomption de Gimont                                         |
| Halle de Gimont                                                                      | Gimont                                              |                                             | 43° 37′ 37″ nord, 0° 52′ 30″ est            | « PA00094805 »                              | Inscription                                 | 1978                                        | Halle de Gimont                                                                     |
| Maison                                                                               | Gimont                                              | Rue Nationale Rue de l'Arceau               | 43° 37′ 38″ nord, 0° 52′ 30″ est            | « PA00094806 »                              | Inscription                                 | 1960                                        | Maison                                                                              |
| Maison                                                                               | Gimont                                              | R.D. 124 Coin Paute                         | 43° 37′ 39″ nord, 0° 52′ 27″ est            | « PA00094807 »                              | Inscription                                 | 1927                                        | Maison                                                                              |
| Château de Homps                                                                     | Homps                                               |                                             | 43° 48′ 39″ nord, 0° 51′ 22″ est            | « PA32000010 »                              | Inscription                                 | 1999                                        | Image manquante Téléverser                                                          |
| Église Saint-Aubin de Le Houga                                                       | Le Houga                                            |                                             | 43° 46′ 18″ nord, 0° 11′ 53″ ouest          | « PA00094808 »                              | Inscription                                 | 1983                                        | Image manquante Téléverser                                                          |
| Château de L'Isle-Bouzon                                                             | L'Isle-Bouzon                                       |                                             | 43° 55′ 42″ nord, 0° 43′ 41″ est            | « PA00094809 »                              | Inscription                                 | 1951                                        | Château de L'Isle-Bouzon                                                            |
| Château de L'Isle-Bouzon                                                             | L'Isle-Bouzon                                       |                                             | 43° 55′ 41″ nord, 0° 43′ 41″ est            | « PA00135457 »                              | Inscription                                 | 1995                                        | Château de L'Isle-Bouzon                                                            |
| Collégiale Saint-Martin de L'Isle-Jourdain                                           | L'Isle-Jourdain                                     |                                             | 43° 36′ 45″ nord, 1° 04′ 51″ est            | « PA00094810 »                              | Classement                                  | 1979                                        | Collégiale Saint-Martin de L'Isle-Jourdain                                          |
| Halle de L'Isle-Jourdain                                                             | L'Isle-Jourdain                                     |                                             | 43° 36′ 47″ nord, 1° 04′ 56″ est            | « PA00094811 »                              | Inscription                                 | 1975                                        | Halle de L'Isle-Jourdain                                                            |
| Maison Claude Augé                                                                   | L'Isle-Jourdain                                     | Rue du 14-Juillet                           | 43° 36′ 48″ nord, 1° 04′ 52″ est            | « PA00094961 »                              | Classement                                  | 1992                                        | Maison Claude Augé                                                                  |
| Château de L'Isle-de-Noé                                                             | L'Isle-de-Noé                                       |                                             | 43° 35′ 11″ nord, 0° 24′ 51″ est            | « PA00094812 »                              | Classement                                  | 1981                                        | Château de L'Isle-de-Noé                                                            |
| Chapelle Saint-Michel de Tremblade                                                   | Jegun                                               |                                             | 43° 45′ 32″ nord, 0° 26′ 20″ est            | « PA00094813 »                              | Inscription                                 | 1979                                        | Chapelle Saint-Michel de Tremblade                                                  |
| Pigeonnier-porche de Puntis                                                          | Jegun                                               |                                             | 43° 44′ 51″ nord, 0° 28′ 51″ est            | « PA00094814 »                              | Inscription                                 | 1973                                        | Image manquante Téléverser                                                          |
| Grange cistercienne de La Grange                                                     | Juilles                                             |                                             | 43° 35′ 39″ nord, 0° 49′ 19″ est            | « PA32000035 »                              | Inscription                                 | 2015                                        | Image manquante Téléverser                                                          |
| Château de Laas                                                                      | Laas                                                |                                             | 43° 28′ 15″ nord, 0° 18′ 15″ est            | « PA00094815 »                              | Inscription                                 | 1977                                        | Image manquante Téléverser                                                          |
| Église Saint-Abdon-et-Saint-Sennen de Labéjan                                        | Labéjan                                             |                                             | 43° 32′ 17″ nord, 0° 30′ 04″ est            | « PA00094816 »                              | Inscription                                 | 1962                                        | Église Saint-Abdon-et-Saint-Sennen de Labéjan                                       |
| Château de Bouvées                                                                   | Labrihe                                             |                                             | 43° 44′ 51″ nord, 0° 53′ 30″ est            | « PA00094958 »                              | Classement                                  | 1990                                        | Château de Bouvées                                                                  |
| Château de Lagarde                                                                   | Lagarde                                             |                                             | 43° 57′ 50″ nord, 0° 33′ 18″ est            | « PA00094817 »                              | Inscription                                 | 1984                                        | Château de Lagarde                                                                  |
| Église de Lagarde                                                                    | Lagarde                                             |                                             | 43° 57′ 51″ nord, 0° 33′ 18″ est            | « PA00094818 »                              | Inscription                                 | 1983                                        | Église de Lagarde                                                                   |
| Château de Lagardère                                                                 | Lagardère                                           |                                             | 43° 50′ 29″ nord, 0° 19′ 26″ est            | « PA00094819 »                              | Classement                                  | 1922                                        | Château de Lagardère                                                                |
| Église Saint-André de Lahitte                                                        | Lahitte                                             |                                             | 43° 39′ 36″ nord, 0° 40′ 47″ est            | « PA00094820 »                              | Inscription                                 | 1947                                        | Église Saint-André de Lahitte                                                       |
| Église Saint-Michel de Lamaguère                                                     | Lamaguère                                           |                                             | 43° 29′ 34″ nord, 0° 40′ 12″ est            | « PA00094821 »                              | Inscription                                 | 1974                                        | Église Saint-Michel de Lamaguère                                                    |
| Église Saint-Blaise de Lamazère                                                      | Lamazère                                            |                                             | 43° 33′ 28″ nord, 0° 27′ 06″ est            | « PA00094822 »                              | Inscription                                 | 1978                                        | Église Saint-Blaise de Lamazère                                                     |
| Motte féodale de Lamazère                                                            | Lamazère                                            |                                             | 43° 33′ 27″ nord, 0° 27′ 05″ est            | « PA00094823 »                              | Inscription                                 | 1978                                        | Motte féodale de Lamazère                                                           |
| Pile gallo-romaine de la Tourraque                                                   | Lamazère                                            |                                             | 43° 34′ 14″ nord, 0° 26′ 40″ est            | « PA00094824 »                              | Inscription                                 | 1963                                        | Pile gallo-romaine de la Tourraque                                                  |
| Église de Lannemaignan                                                               | Lannemaignan                                        |                                             | 43° 54′ 01″ nord, 0° 11′ 58″ ouest          | « PA00094825 »                              | Inscription                                 | 1979                                        | Image manquante Téléverser                                                          |
| Château de Larressingle                                                              | Larressingle                                        |                                             | 43° 56′ 38″ nord, 0° 18′ 40″ est            | « PA00094826 »                              | Classement                                  | 1922                                        | Château de Larressingle                                                             |
| Croix de Larressingle                                                                | Larressingle                                        |                                             | 43° 56′ 39″ nord, 0° 18′ 37″ est            | « PA00094827 »                              | Inscription                                 | 1950                                        | Croix de Larressingle                                                               |
| Église Saint-Sigismond de Larressingle                                               | Larressingle                                        |                                             | 43° 56′ 38″ nord, 0° 18′ 40″ est            | « PA00094828 »                              | Classement                                  | 1988                                        | Église Saint-Sigismond de Larressingle                                              |
| Enceinte de Larressingle                                                             | Larressingle                                        |                                             | 43° 56′ 38″ nord, 0° 18′ 38″ est            | « PA00094829 »                              | Inscription Classement                      | 1947 1950                                   | Enceinte de Larressingle                                                            |
| Pigeonnier du Peneau                                                                 | Larressingle                                        |                                             | 43° 56′ 49″ nord, 0° 18′ 15″ est            | « PA00094830 »                              | Classement                                  | 1988                                        | Image manquante Téléverser                                                          |
| Pont d'Artigues                                                                      | Larressingle (également sur la commune de Beaumont) |                                             | 43° 56′ 01″ nord, 0° 18′ 18″ est            | « PA32000042 »                              | Inscription                                 | 2017                                        | Pont d'Artigues                                                                     |
| Église Saint-Martin d'Heux                                                           | Larroque-sur-l'Osse                                 |                                             | 43° 59′ 27″ nord, 0° 17′ 25″ est            | « PA00094831 »                              | Inscription                                 | 1977                                        | Église Saint-Martin d'Heux                                                          |
| Église de Mazères-Campeils                                                           | Lartigue                                            |                                             | 43° 33′ 05″ nord, 0° 42′ 27″ est            | « PA00094832 »                              | Inscription                                 | 1979                                        | Image manquante Téléverser                                                          |
| Pigeonnier de Mazères                                                                | Lartigue                                            |                                             | 43° 33′ 04″ nord, 0° 42′ 24″ est            | « PA00094833 »                              | Inscription                                 | 1973                                        | Image manquante Téléverser                                                          |
| Château de Lasserade                                                                 | Lasserade                                           |                                             | 43° 37′ 28″ nord, 0° 03′ 53″ est            | « PA32000029 »                              | Inscrit                                     | 2013                                        | Image manquante Téléverser                                                          |
| Église Saint-Ausit de Croûte Église Sainte-Christine                                 | Lasserade                                           | Croûte                                      | 43° 38′ 26″ nord, 0° 02′ 15″ est            | « PA00094834 »                              | Classement                                  | 1995                                        | Église Saint-Ausit de CroûteÉglise Sainte-Christine                                 |
| Château de Lau                                                                       | Laujuzan                                            |                                             | 43° 47′ 09″ nord, 0° 06′ 21″ ouest          | « PA00094835 »                              | Inscription                                 | 1981                                        | Image manquante Téléverser                                                          |
| Château de Lavardens                                                                 | Lavardens                                           |                                             | 43° 45′ 39″ nord, 0° 30′ 39″ est            | « PA00094836 »                              | Classement                                  | 1961                                        | Château de Lavardens                                                                |
| Église Saint-Michel de Lavardens                                                     | Lavardens                                           |                                             | 43° 45′ 39″ nord, 0° 30′ 43″ est            | « PA00094837 »                              | Classement                                  | 1960                                        | Église Saint-Michel de Lavardens                                                    |
| Cathédrale Saint-Gervais-Saint-Protais de Lectoure                                   | Lectoure                                            |                                             | 43° 56′ 02″ nord, 0° 37′ 26″ est            | « PA00094838 »                              | Classement                                  | 1912                                        | Cathédrale Saint-Gervais-Saint-Protais de Lectoure                                  |
| Château des comtes d'Armagnac et ancien hôpital                                      | Lectoure                                            |                                             | 43° 56′ 09″ nord, 0° 36′ 57″ est            | « PA32000040 »                              | Inscription                                 | 2016                                        | Château des comtes d'Armagnac et ancien hôpital                                     |
| Chapelle des Carmélites de Lectoure                                                  | Lectoure                                            | 14 rue Marès                                | 43° 56′ 07″ nord, 0° 37′ 14″ est            | « PA32000003 »                              | Inscription                                 | 1996                                        | Chapelle des Carmélites de Lectoure                                                 |
| Couvent des Cordeliers de Lectoure                                                   | Lectoure                                            | 108 rue Nationale                           | 43° 56′ 05″ nord, 0° 37′ 10″ est            | « PA32000011 »                              | Inscription                                 | 1999                                        | Couvent des Cordeliers de Lectoure                                                  |
| Fontaine Diane (Lectoure)                                                            | Lectoure                                            |                                             | 43° 55′ 57″ nord, 0° 37′ 26″ est            | « PA00094839 »                              | Inscription                                 | 1925                                        | Fontaine Diane (Lectoure)                                                           |
| Hôtel de Bastard-Castaing                                                            | Lectoure                                            | Rue Lagrange                                | 43° 56′ 05″ nord, 0° 37′ 25″ est            | « PA00094840 »                              | Inscription                                 | 1984                                        | Hôtel de Bastard-Castaing                                                           |
| Hôtel de ville de Lectoure                                                           | Lectoure                                            |                                             | 43° 56′ 01″ nord, 0° 37′ 25″ est            | « PA00094842 »                              | Inscription                                 | 2016                                        | Hôtel de ville de Lectoure                                                          |
| Hôtel Ducasse                                                                        | Lectoure                                            | 41 rue Nationale                            | 43° 56′ 03″ nord, 0° 37′ 17″ est            | « PA00094841 »                              | Inscription                                 | 1959                                        | Hôtel Ducasse                                                                       |
| Monument aux morts de Lectoure                                                       | Lectoure                                            | Cours Gambetta                              | 43° 56′ 01″ nord, 0° 37′ 37″ est            | « PA32000049 »                              | Inscription                                 | 2018                                        | Image manquante Téléverser                                                          |
| Tannerie royale de Lectoure                                                          | Lectoure                                            | Rue Claude-Idron                            | 43° 55′ 55″ nord, 0° 37′ 28″ est            | « PA32000020 »                              | Inscription                                 | 2006 2018                                   | Tannerie royale de Lectoure                                                         |
| Tour du Bourreau                                                                     | Lectoure                                            |                                             | 43° 56′ 08″ nord, 0° 37′ 26″ est            | « PA00094843 »                              | Inscription                                 | 1947                                        | Tour du Bourreau                                                                    |
| Château de Campaigno                                                                 | Ligardes                                            |                                             | 44° 02′ 53″ nord, 0° 27′ 51″ est            | « PA32000030 »                              | Inscription                                 | 2013                                        | Image manquante Téléverser                                                          |
| Cathédrale Sainte-Marie de Lombez                                                    | Lombez                                              |                                             | 43° 28′ 28″ nord, 0° 54′ 39″ est            | « PA00094844 »                              | Classement                                  | 1846                                        | Cathédrale Sainte-Marie de Lombez                                                   |
| Couvent des Capucins de Lombez                                                       | Lombez                                              |                                             | 43° 28′ 32″ nord, 0° 54′ 32″ est            | « PA00094845 »                              | Inscription                                 | 1977                                        | Image manquante Téléverser                                                          |
| Chapelle Saint-Roch de Vidaillan                                                     | Loubersan                                           |                                             | 43° 30′ 57″ nord, 0° 31′ 32″ est            | « PA00094846 »                              | Inscription                                 | 1978                                        | Image manquante Téléverser                                                          |
| Château de Castelmore                                                                | Lupiac                                              |                                             | 43° 42′ 39″ nord, 0° 09′ 28″ est            | « PA00125589 »                              | Inscription                                 | 1993                                        | Château de Castelmore                                                               |
| Hospice Saint-Jacques                                                                | Lupiac                                              |                                             | 43° 40′ 56″ nord, 0° 10′ 46″ est            | « PA00094847 »                              | Inscription                                 | 1935                                        | Hospice Saint-Jacques                                                               |
| Église de Luppé                                                                      | Luppé-Violles                                       |                                             | 43° 44′ 24″ nord, 0° 08′ 00″ ouest          | « PA00094848 »                              | Inscription                                 | 1974                                        | Image manquante Téléverser                                                          |
| Église de Paillan                                                                    | Lussan                                              |                                             | 43° 37′ 04″ nord, 0° 46′ 00″ est            | « PA00094849 »                              | Inscription                                 | 1979                                        | Église de Paillan                                                                   |
| Pigeonnier de Paillan                                                                | Lussan                                              |                                             | 43° 37′ 17″ nord, 0° 45′ 53″ est            | « PA00094850 »                              | Inscription                                 | 1973                                        | Image manquante Téléverser                                                          |
| Église de Crémens                                                                    | Magnan                                              |                                             | 43° 45′ 45″ nord, 0° 06′ 01″ ouest          | « PA00094851 »                              | Inscription                                 | 1976                                        | Église de Crémens                                                                   |
| Château de Magnas                                                                    | Magnas                                              |                                             | 43° 53′ 41″ nord, 0° 43′ 01″ est            | « PA00125590 »                              | Inscription                                 | 1993                                        | Image manquante Téléverser                                                          |
| Château du Tauzia                                                                    | Maignaut-Tauzia                                     |                                             | 43° 53′ 39″ nord, 0° 23′ 20″ est            | « PA00094852 »                              | Inscription                                 | 1942                                        | Château du Tauzia                                                                   |
| Pigeonnier-octroi de Maignaut-Tauzia                                                 | Maignaut-Tauzia                                     |                                             | 43° 53′ 24″ nord, 0° 24′ 21″ est            | « PA32000024 »                              | Inscription                                 | 2010                                        | Pigeonnier-octroi de Maignaut-Tauzia                                                |
| Château du Busca-Maniban                                                             | Mansencôme                                          |                                             | 43° 52′ 24″ nord, 0° 19′ 09″ est            | « PA00094854 »                              | Inscription Classement                      | 1967 1972                                   | Château du Busca-Maniban                                                            |
| Château de Mansencôme                                                                | Mansencôme                                          |                                             | 43° 52′ 18″ nord, 0° 20′ 18″ est            | « PA00094853 »                              | Inscription                                 | 1927                                        | Image manquante Téléverser                                                          |
| Couvent des Augustins de Marciac                                                     | Marciac                                             |                                             | 43° 31′ 32″ nord, 0° 09′ 43″ est            | « PA00094855 »                              | Inscription Classement                      | 1928 1910                                   | Image manquante Téléverser                                                          |
| Église de l'Assomption de Marciac                                                    | Marciac                                             |                                             | 43° 31′ 28″ nord, 0° 09′ 47″ est            | « PA00094856 »                              | Classement                                  | 1910                                        | Église de l'Assomption de Marciac                                                   |
| Église des Augustins de Marciac                                                      | Marciac                                             |                                             | 43° 31′ 31″ nord, 0° 09′ 43″ est            | « PA00094857 »                              | Inscription                                 | 1949                                        | Église des Augustins de Marciac                                                     |
| Château de Marsan                                                                    | Marsan                                              |                                             | 43° 39′ 20″ nord, 0° 43′ 16″ est            | « PA00094858 »                              | Classement                                  | 1991                                        | Image manquante Téléverser                                                          |
| Château de Mas-d'Auvignon                                                            | Mas-d'Auvignon                                      |                                             | 43° 53′ 29″ nord, 0° 30′ 07″ est            | « PA00125591 »                              | Inscription                                 | 1993                                        | Image manquante Téléverser                                                          |
| Maison                                                                               | Masseube                                            | Rue du Commerce Impasse du Couvent          | 43° 25′ 46″ nord, 0° 34′ 48″ est            | « PA00094859 »                              | Inscription                                 | 1979                                        | Maison                                                                              |
| Château de Maniban                                                                   | Mauléon-d'Armagnac                                  |                                             | 43° 53′ 54″ nord, 0° 09′ 02″ ouest          | « PA00094860 »                              | Inscription Classement                      | 1984 1995                                   | Image manquante Téléverser                                                          |
| Église Saint-Michel de Mauvezin                                                      | Mauvezin                                            |                                             | 43° 43′ 51″ nord, 0° 52′ 35″ est            | « PA00094861 »                              | Classement                                  | 1930                                        | Église Saint-Michel de Mauvezin                                                     |
| Halle de Mauvezin                                                                    | Mauvezin                                            |                                             | 43° 43′ 51″ nord, 0° 52′ 40″ est            | « PA32000016 »                              | Inscription                                 | 2004                                        | Halle de Mauvezin                                                                   |
| Château de Mérens                                                                    | Mérens                                              |                                             | 43° 45′ 10″ nord, 0° 32′ 21″ est            | « PA32000013 »                              | Inscription                                 | 2003                                        | Château de Mérens                                                                   |
| Église Saint-Orens-et-Saint-Louis de Miradoux                                        | Miradoux                                            |                                             | 43° 59′ 54″ nord, 0° 45′ 21″ est            | « PA00094862 »                              | Classement                                  | 1978                                        | Église Saint-Orens-et-Saint-Louis de Miradoux                                       |
| Château de Latour                                                                    | Miramont-Latour                                     |                                             | 43° 47′ 06″ nord, 0° 40′ 46″ est            | « PA00094863 »                              | Inscription Classement                      | 1979                                        | Château de Latour                                                                   |
| Église Notre-Dame de Mirande                                                         | Mirande                                             |                                             | 43° 30′ 56″ nord, 0° 24′ 14″ est            | « PA00094864 »                              | Classement                                  | 1921                                        | Église Notre-Dame de Mirande                                                        |
| Tour de Rohan                                                                        | Mirande                                             |                                             | 43° 30′ 54″ nord, 0° 24′ 17″ est            | « PA00094865 »                              | Inscription                                 | 1948                                        | Tour de Rohan                                                                       |
| Château de Monbrun                                                                   | Monbrun                                             |                                             | 43° 39′ 50″ nord, 1° 01′ 19″ est            | « PA00094866 » « PA32000032 »               | Classement                                  | 1981 2014                                   | Château de Monbrun                                                                  |
| Château d'Esclignac                                                                  | Monfort                                             |                                             | 43° 48′ 15″ nord, 0° 48′ 16″ est            | « PA00094867 »                              | Inscription                                 | 2016                                        | Image manquante Téléverser                                                          |
| Église Saint-Clément de Monfort                                                      | Monfort                                             |                                             | 43° 47′ 41″ nord, 0° 49′ 21″ est            | « PA00094868 »                              | Classement                                  | 1964                                        | Église Saint-Clément de Monfort                                                     |
| Château de Salleneuve                                                                | Mont-d'Astarac                                      |                                             | 43° 20′ 47″ nord, 0° 34′ 10″ est            | « PA00094869 »                              | Inscription                                 | 1973                                        | Image manquante Téléverser                                                          |
| Église Saint-Gilles de Mont-d'Astarac                                                | Mont-d'Astarac                                      |                                             | 43° 19′ 40″ nord, 0° 34′ 05″ est            | « PA00094870 »                              | Inscription                                 | 1975                                        | Église Saint-Gilles de Mont-d'Astarac                                               |
| Porte de Mont-d'Astarac                                                              | Mont-d'Astarac                                      |                                             | 43° 19′ 41″ nord, 0° 34′ 04″ est            | « PA00094871 »                              | Inscription                                 | 1978                                        | Porte de Mont-d'Astarac                                                             |
| Église Saint-Michel de Montaut-les-Créneaux                                          | Montaut-les-Créneaux                                |                                             | 43° 41′ 39″ nord, 0° 39′ 31″ est            | « PA00094960 »                              | Classement                                  | 1995                                        | Église Saint-Michel de Montaut-les-Créneaux                                         |
| Porte de Montaut-les-Créneaux                                                        | Montaut-les-Créneaux                                |                                             | 43° 41′ 39″ nord, 0° 39′ 26″ est            | « PA00094872 »                              | Inscription                                 | 1947                                        | Image manquante Téléverser                                                          |
| Château de Laplagne                                                                  | Montesquiou                                         |                                             | 43° 33′ 54″ nord, 0° 18′ 40″ est            | « PA32000018 »                              | Inscription                                 | 2005                                        | Image manquante Téléverser                                                          |
| Château de la Mothe                                                                  | Montesquiou                                         |                                             | 43° 34′ 35″ nord, 0° 18′ 01″ est            | « PA00094873 »                              | Inscription                                 | 1941                                        | Image manquante Téléverser                                                          |
| Moulin à vent de Gensac                                                              | Montpezat                                           |                                             | 43° 24′ 00″ nord, 0° 59′ 18″ est            | « PA32000014 »                              | Inscription                                 | 2004                                        | Moulin à vent de Gensac                                                             |
| Château de Balarin                                                                   | Montréal                                            | Balarin                                     | 43° 57′ 53″ nord, 0° 15′ 02″ est            | « PA00094874 »                              | Inscription                                 | 1942                                        | Château de Balarin                                                                  |
| Église Notre-Dame de Luzanet                                                         | Montréal                                            | Luzanet                                     | 43° 58′ 51″ nord, 0° 10′ 37″ est            | « PA00094877 »                              | Classement                                  | 1984                                        | Église Notre-Dame de Luzanet                                                        |
| Église Saint-Philippe-et-Saint-Jacques de Montréal                                   | Montréal                                            |                                             | 43° 56′ 59″ nord, 0° 12′ 03″ est            | « PA00094875 »                              | Inscription                                 | 1925                                        | Église Saint-Philippe-et-Saint-Jacques de Montréal                                  |
| Église Saint-Pierre de Genens                                                        | Montréal                                            |                                             | 43° 56′ 11″ nord, 0° 12′ 17″ est            | « PA00094876 »                              | Classement                                  | 1979                                        | Église Saint-Pierre de Genens                                                       |
| Porte de Montréal                                                                    | Montréal                                            |                                             | 43° 56′ 58″ nord, 0° 12′ 02″ est            | « PA00094878 »                              | Inscription                                 | 1925                                        | Porte de Montréal                                                                   |
| Villa gallo-romaine de Séviac                                                        | Montréal                                            |                                             | 43° 56′ 39″ nord, 0° 10′ 55″ est            | « PA00094879 »                              | Classement Inscription                      | 1978 2012 2014                              | Villa gallo-romaine de Séviac                                                       |
| Église Saint-Austrégésile                                                            | Mouchan                                             |                                             | 43° 54′ 14″ nord, 0° 17′ 53″ est            | « PA00094880 »                              | Classement                                  | 1921                                        | Église Saint-Austrégésile                                                           |
| Cloître de Nogaro                                                                    | Nogaro                                              |                                             | 43° 45′ 25″ nord, 0° 02′ 06″ ouest          | « PA00094881 »                              | Inscription                                 | 1927                                        | Cloître de Nogaro                                                                   |
| Église Saint-Nicolas de Nogaro                                                       | Nogaro                                              |                                             | 43° 45′ 26″ nord, 0° 02′ 07″ ouest          | « PA00094882 »                              | Classement                                  | 1998                                        | Église Saint-Nicolas de Nogaro                                                      |
| Château d'Orbessan                                                                   | Orbessan                                            |                                             | 43° 32′ 33″ nord, 0° 36′ 32″ est            | « PA00094883 »                              | Inscription                                 | 1942                                        | Château d'Orbessan                                                                  |
| Fontaine d'Orbessan                                                                  | Orbessan                                            |                                             | 43° 32′ 37″ nord, 0° 36′ 34″ est            | « PA00094884 »                              | Inscription                                 | 1947                                        | Fontaine d'Orbessan                                                                 |
| Pile gallo-romaine d'Ordan-Larroque                                                  | Ordan-Larroque                                      |                                             | 43° 42′ 05″ nord, 0° 28′ 07″ est            | « PA00094885 »                              | Classement                                  | 1976                                        | Pile gallo-romaine d'Ordan-Larroque                                                 |
| Tuco de Panassac                                                                     | Panassac                                            |                                             | 43° 23′ 20″ nord, 0° 33′ 50″ est            | « PA00094886 »                              | Inscription                                 | 1979                                        | Tuco de Panassac                                                                    |
| Église Saint-Laurent de Panjas                                                       | Panjas                                              |                                             | 43° 49′ 14″ nord, 0° 05′ 26″ ouest          | « PA00135458 »                              | Inscription Classement                      | 1995 2000                                   | Église Saint-Laurent de Panjas                                                      |
| Chartreuse de Poliné                                                                 | Pavie                                               |                                             | 43° 37′ 02″ nord, 0° 34′ 49″ est            | « PA32000023 »                              | Inscription Inscription                     | 2008 2010                                   | Image manquante Téléverser                                                          |
| Maison de Peyloubère                                                                 | Pavie                                               |                                             | 43° 36′ 21″ nord, 0° 36′ 29″ est            | « PA32000004 »                              | Inscription                                 | 1996                                        | Image manquante Téléverser                                                          |
| Vieux pont sur le Gers                                                               | Pavie                                               |                                             | 43° 36′ 39″ nord, 0° 35′ 41″ est            | « PA00094887 »                              | Classement                                  | 1941                                        | Vieux pont sur le Gers                                                              |
| Église Saint-Hippolyte de Pébées                                                     | Pébées                                              |                                             | 43° 27′ 36″ nord, 1° 01′ 35″ est            | « PA00094888 »                              | Inscription                                 | 1987                                        | Image manquante Téléverser                                                          |
| Château de Manlèche                                                                  | Pergain-Taillac                                     |                                             | 44° 02′ 28″ nord, 0° 37′ 25″ est            | « PA32000021 »                              | Inscription                                 | 2006                                        | Image manquante Téléverser                                                          |
| Église Saint-Michel de Pessan                                                        | Pessan                                              |                                             | 43° 37′ 15″ nord, 0° 38′ 57″ est            | « PA00094889 »                              | Classement                                  | 1960                                        | Église Saint-Michel de Pessan                                                       |
| Porte fortifiée de Pessan                                                            | Pessan                                              |                                             | 43° 37′ 15″ nord, 0° 38′ 52″ est            | « PA00094890 »                              | Inscription                                 | 1973                                        | Porte fortifiée de Pessan                                                           |
| Pigeonnier des Poutéous                                                              | Pessoulens                                          |                                             | 43° 51′ 45″ nord, 0° 52′ 53″ est            | « PA32000026 »                              | Inscription                                 | 2010                                        | Image manquante Téléverser                                                          |
| Église Saint-Mamet de Peyrusse-Grande                                                | Peyrusse-Grande                                     |                                             | 43° 37′ 57″ nord, 0° 12′ 52″ est            | « PA00094891 »                              | Classement                                  | 1972                                        | Église Saint-Mamet de Peyrusse-Grande                                               |
| Église Saint-Gilles de Peyrusse-Massas                                               | Peyrusse-Massas                                     |                                             | 43° 44′ 17″ nord, 0° 33′ 11″ est            | « PA00094892 »                              | Inscription                                 | 1979                                        | Image manquante Téléverser                                                          |
| Église Saint-André de Peyrusse-Vieille                                               | Peyrusse-Vieille                                    |                                             | 43° 37′ 48″ nord, 0° 10′ 47″ est            | « PA00094893 »                              | Inscription                                 | 1949                                        | Église Saint-André de Peyrusse-Vieille                                              |
| Château de Plieux                                                                    | Plieux                                              |                                             | 43° 57′ 02″ nord, 0° 43′ 56″ est            | « PA00132946 »                              | Classement                                  | 1994                                        | Château de Plieux                                                                   |
| Église Notre-Dame de l'Assomption de Ponsan-Soubiran                                 | Ponsan-Soubiran                                     |                                             | 43° 21′ 03″ nord, 0° 29′ 00″ est            | « PA32000036 »                              | Inscription                                 | 2015                                        | Image manquante Téléverser                                                          |
| Château de Pouylebon                                                                 | Pouylebon                                           |                                             | 43° 32′ 51″ nord, 0° 17′ 37″ est            | « PA00094894 »                              | Inscription                                 | 1940                                        | Château de Pouylebon                                                                |
| Église Saint-Jean-Baptiste de Préchac-sur-Adour                                      | Préchac-sur-Adour                                   |                                             | 43° 36′ 19″ nord, 0° 00′ 17″ ouest          | « PA00094895 »                              | Inscription                                 | 1960                                        | Église Saint-Jean-Baptiste de Préchac-sur-Adour                                     |
| Église de Puycasquier                                                                | Puycasquier                                         |                                             | 43° 44′ 46″ nord, 0° 44′ 52″ est            | « PA00094896 »                              | Inscription                                 | 1977                                        | Église de Puycasquier                                                               |
| Halle de Puycasquier                                                                 | Puycasquier                                         |                                             | 43° 44′ 47″ nord, 0° 44′ 51″ est            | « PA00094897 »                              | Inscription                                 | 1973                                        | Halle de Puycasquier                                                                |
| Église Saint-Pierre de Riscle                                                        | Riscle                                              |                                             | 43° 39′ 29″ nord, 0° 05′ 09″ ouest          | « PA00094898 »                              | Classement                                  | 1974                                        | Église Saint-Pierre de Riscle                                                       |
| Château de Madirac                                                                   | La Romieu                                           |                                             | 43° 59′ 06″ nord, 0° 28′ 28″ est            | « PA00094899 »                              | Inscription                                 | 1964                                        | Château de Madirac                                                                  |
| Collégiale Saint-Pierre de La Romieu                                                 | La Romieu                                           |                                             | 43° 58′ 53″ nord, 0° 29′ 54″ est            | « PA00094900 »                              | Classement                                  | 1901                                        | Collégiale Saint-Pierre de La Romieu                                                |
| Tour du Cardinal d'Aux                                                               | La Romieu                                           |                                             | 43° 58′ 53″ nord, 0° 29′ 55″ est            | « PA00094901 »                              | Classement                                  | 1928                                        | Tour du Cardinal d'Aux                                                              |
| Château de Pujos                                                                     | Roquebrune                                          |                                             | 43° 42′ 46″ nord, 0° 18′ 14″ est            | « PA00094902 »                              | Inscription                                 | 1978                                        | Château de Pujos                                                                    |
| Pile gallo-romaine de la Montjoie                                                    | Roquebrune                                          |                                             | 43° 42′ 03″ nord, 0° 16′ 53″ est            | « PA00094903 »                              | Inscription                                 | 1925                                        | Pile gallo-romaine de la Montjoie                                                   |
| Château du Rieutort                                                                  | Roquelaure                                          |                                             | 43° 43′ 48″ nord, 0° 36′ 49″ est            | « PA00094904 »                              | Inscription                                 | 1967                                        | Image manquante Téléverser                                                          |
| Église Saint-Loup de Roquelaure                                                      | Roquelaure                                          |                                             | 43° 43′ 11″ nord, 0° 34′ 44″ est            | « PA00094905 »                              | Inscription                                 | 1979                                        | Image manquante Téléverser                                                          |
| Château de Sabazan                                                                   | Sabazan                                             |                                             | 43° 42′ 19″ nord, 0° 02′ 27″ est            | « PA00094906 »                              | Inscription                                 | 1979                                        | Image manquante Téléverser                                                          |
| Commanderie de Saint-Antoine                                                         | Saint-Antoine                                       |                                             | 44° 02′ 12″ nord, 0° 50′ 26″ est            | « PA00094907 »                              | Inscription                                 | 1972                                        | Commanderie de Saint-Antoine                                                        |
| Église Saint-Antoine de Saint-Antoine                                                | Saint-Antoine                                       | Place du Tau                                | 44° 02′ 11″ nord, 0° 50′ 27″ est            | « PA00094908 »                              | Inscription                                 | 2016                                        | Église Saint-Antoine de Saint-Antoine                                               |
| Chapelle Notre-Dame-de-Brétous de Saint-Arailles                                     | Saint-Arailles                                      | Cimetière                                   | 43° 37′ 06″ nord, 0° 21′ 18″ est            | « PA00094909 »                              | Inscription                                 | 1943                                        | Chapelle Notre-Dame-de-Brétous de Saint-Arailles                                    |
| Château de Lacassagne                                                                | Saint-Avit-Frandat                                  |                                             | 43° 58′ 25″ nord, 0° 39′ 09″ est            | « PA00094910 »                              | Inscription Classement                      | 1980                                        | Château de Lacassagne                                                               |
| Château de Saint-Blancard                                                            | Saint-Blancard                                      |                                             | 43° 20′ 39″ nord, 0° 38′ 44″ est            | « PA32000019 »                              | Inscription                                 | 2005                                        | Château de Saint-Blancard                                                           |
| Église Saint-Christophe de Saint-Christaud                                           | Saint-Christaud                                     |                                             | 43° 31′ 47″ nord, 0° 15′ 42″ est            | « PA00094911 »                              | Classement                                  | 1942                                        | Église Saint-Christophe de Saint-Christaud                                          |
| Halle-hôtel de ville de Saint-Clar                                                   | Saint-Clar                                          |                                             | 43° 53′ 32″ nord, 0° 46′ 14″ est            | « PA00094912 »                              | Inscription                                 | 1986                                        | Halle-hôtel de ville de Saint-Clar                                                  |
| Église Saint-Loup de Saint-Créac                                                     | Saint-Créac                                         |                                             | 43° 55′ 18″ nord, 0° 48′ 09″ est            | « PA00135705 »                              | Inscription                                 | 1995                                        | Église Saint-Loup de Saint-Créac                                                    |
| Le Castet                                                                            | Sainte-Christie-d'Armagnac                          |                                             | 43° 47′ 01″ nord, 0° 00′ 30″ ouest          | « PA32000033 »                              | Inscription Classement                      | 2014 2016                                   | Image manquante Téléverser                                                          |
| Motte castrale de Sainte-Christie-d'Armagnac                                         | Sainte-Christie-d'Armagnac                          |                                             | 43° 47′ 04″ nord, 0° 00′ 33″ ouest          | « PA32000037 »                              | Inscription                                 | 2015                                        | Image manquante Téléverser                                                          |
| Église Sainte-Dode de Sainte-Dode                                                    | Sainte-Dode                                         |                                             | 43° 25′ 10″ nord, 0° 21′ 53″ est            | « PA00094913 »                              | Inscription                                 | 2007                                        | Église Sainte-Dode de Sainte-Dode                                                   |
| Temple protestant de Sainte-Dode                                                     | Sainte-Dode                                         |                                             | 43° 25′ 12″ nord, 0° 21′ 50″ est            | « PA32000038 »                              | Inscription                                 | 2015                                        | Image manquante Téléverser                                                          |
| Château de Lauret                                                                    | Sainte-Gemme                                        |                                             | 43° 45′ 52″ nord, 0° 47′ 04″ est            | « PA00125593 »                              | Inscription                                 | 1993                                        | Château de Lauret                                                                   |
| Château de Sainte-Gemme                                                              | Sainte-Gemme                                        |                                             | 43° 46′ 50″ nord, 0° 47′ 56″ est            | « PA00125592 »                              | Inscription                                 | 1993                                        | Image manquante Téléverser                                                          |
| Château du Clot                                                                      | Sainte-Mère                                         |                                             | 44° 00′ 23″ nord, 0° 41′ 45″ est            | « PA00094919 »                              | Inscription                                 | 1973                                        | Château du Clot                                                                     |
| Château de Sainte-Mère                                                               | Sainte-Mère                                         |                                             | 44° 00′ 20″ nord, 0° 40′ 01″ est            | « PA32000007 »                              | Classement                                  | 1977                                        | Château de Sainte-Mère                                                              |
| Château d'Argenteins                                                                 | Sainte-Radegonde                                    |                                             | 43° 50′ 02″ nord, 0° 34′ 54″ est            | « PA00094959 »                              | Inscription                                 | 1990                                        | Image manquante Téléverser                                                          |
| Stèles discoïdales de Sainte-Radegonde                                               | Sainte-Radegonde                                    | Cimetière de l'église Saint-Lary            | 43° 50′ 48″ nord, 0° 35′ 56″ est            | « PA00094922 »                              | Classement                                  | 1959                                        | Image manquante Téléverser                                                          |
| Château du Bartas                                                                    | Saint-Georges                                       |                                             | 43° 43′ 29″ nord, 0° 55′ 33″ est            | « PA00094914 »                              | Inscription                                 | 1934                                        | Château du Bartas                                                                   |
| Grange cistercienne de Terride, ou Les Granges                                       | Saint-Georges                                       |                                             | 43° 44′ 33″ nord, 0° 55′ 47″ est            | « PA32000041 »                              | Inscription                                 | 2016                                        | Image manquante Téléverser                                                          |
| Château de Herrebouc                                                                 | Saint-Jean-Poutge                                   |                                             | 43° 44′ 26″ nord, 0° 22′ 58″ est            | « PA00094915 »                              | Inscription                                 | 1926                                        | Château de Herrebouc                                                                |
| Château de Saint-Lary                                                                | Saint-Lary                                          |                                             | 43° 43′ 26″ nord, 0° 29′ 56″ est            | « PA00094916 »                              | Inscription                                 | 1933                                        | Image manquante Téléverser                                                          |
| Tour gallo-romaine de Saint-Lary                                                     | Saint-Lary                                          |                                             | 43° 43′ 12″ nord, 0° 29′ 25″ est            | « PA00094917 »                              | Classement                                  | 1875                                        | Tour gallo-romaine de Saint-Lary                                                    |
| Château de Saint-Léonard                                                             | Saint-Léonard                                       |                                             | 43° 51′ 36″ nord, 0° 46′ 07″ est            | « PA32000005 »                              | Inscription                                 | 1996                                        | Image manquante Téléverser                                                          |
| Château de Saint-Martin-d'Armagnac                                                   | Saint-Martin-d'Armagnac                             |                                             | 43° 42′ 27″ nord, 0° 04′ 03″ ouest          | « PA00094918 »                              | Inscription                                 | 1979                                        | Image manquante Téléverser                                                          |
| Église Saint-Jean-Baptiste de Saint-Mont                                             | Saint-Mont                                          |                                             | 43° 39′ 07″ nord, 0° 08′ 58″ ouest          | « PA00094920 »                              | Classement                                  | 1923                                        | Image manquante Téléverser                                                          |
| Prieuré de Saint-Mont                                                                | Saint-Mont                                          |                                             | 43° 39′ 06″ nord, 0° 08′ 58″ ouest          | « PA00094921 »                              | Inscription                                 | 1947                                        | Prieuré de Saint-Mont                                                               |
| Château de Latour                                                                    | Samatan                                             |                                             | 43° 29′ 35″ nord, 0° 57′ 15″ est            | « PA00094923 »                              | Inscription Classement                      | 1974                                        | Image manquante Téléverser                                                          |
| Fontaine de Samatan                                                                  | Samatan                                             | Place de la Fontaine                        | 43° 29′ 32″ nord, 0° 55′ 50″ est            | « PA00125594 »                              | Inscription                                 | 1993                                        | Fontaine de Samatan                                                                 |
| Lanterne à piliers de Saramon                                                        | Saramon                                             | Rue de la Brêche                            | 43° 31′ 21″ nord, 0° 45′ 59″ est            | « PA00094924 »                              | Inscription                                 | 1973                                        | Image manquante Téléverser                                                          |
| Maison                                                                               | Saramon                                             | La Place                                    | 43° 31′ 22″ nord, 0° 45′ 53″ est            | « PA00094925 »                              | Inscription                                 | 1925                                        | Maison                                                                              |
| Maison                                                                               | Saramon                                             | Grande Rue                                  | 43° 31′ 22″ nord, 0° 45′ 50″ est            | « PA00094926 »                              | Inscription                                 | 1925                                        | Maison                                                                              |
| Vigne de Sarragachies ou Vigne de la Ferme Pédebernade                               | Sarragachies                                        |                                             | 43° 41′ 07″ nord, 0° 04′ 08″ ouest          | « PA32000028 »                              | Inscription                                 | 2012                                        | Vigne de Sarragachies ou Vigne de la Ferme Pédebernade                              |
| Porte de Sarrant                                                                     | Sarrant                                             |                                             | 43° 46′ 27″ nord, 0° 55′ 45″ est            | « PA00094927 »                              | Inscription                                 | 1927                                        | Porte de Sarrant                                                                    |
| Château de Sérillac                                                                  | La Sauvetat                                         |                                             | 43° 51′ 16″ nord, 0° 32′ 22″ est            | « PA32000012 »                              | Inscription                                 | 2002                                        | Château de Sérillac                                                                 |
| Château de Savignac                                                                  | Savignac-Mona                                       |                                             | 43° 29′ 20″ nord, 1° 00′ 31″ est            | « PA00094928 »                              | Inscription                                 | 1976                                        | Château de Savignac                                                                 |
| Pigeonnier de la Bernisse                                                            | Seissan                                             |                                             | 43° 29′ 59″ nord, 0° 35′ 39″ est            | « PA32000027 »                              | Inscription                                 | 2010                                        | Pigeonnier de la Bernisse                                                           |
| Château du Garrané                                                                   | Seissan                                             |                                             | 43° 30′ 48″ nord, 0° 32′ 51″ est            | « PA00094930 »                              | Classement                                  | 1978                                        | Château du Garrané                                                                  |
| Château de Seissan                                                                   | Seissan                                             |                                             | 43° 29′ 26″ nord, 0° 35′ 37″ est            | « PA00094929 »                              | Inscription                                 | 1973                                        | Château de Seissan                                                                  |
| Église de l'Exaltation-de-la-Sainte-Croix de Seysses-Savès                           | Seysses-Savès                                       |                                             | 43° 30′ 23″ nord, 1° 02′ 28″ est            | « PA00094931 »                              | Inscription                                 | 1984                                        | Image manquante Téléverser                                                          |
| Église Notre-Dame de Simorre                                                         | Simorre                                             |                                             | 43° 27′ 02″ nord, 0° 44′ 08″ est            | « PA00094932 »                              | Classement                                  | 1846                                        | Église Notre-Dame de Simorre                                                        |
| Église Saint-Valentin de Simorre                                                     | Simorre                                             | Baillasbats                                 | 43° 28′ 46″ nord, 0° 43′ 36″ est            | « PA00094933 »                              | Inscription                                 | 1978                                        | Image manquante Téléverser                                                          |
| Halle de Solomiac                                                                    | Solomiac                                            |                                             | 43° 48′ 20″ nord, 0° 53′ 50″ est            | « PA00094934 »                              | Inscription                                 | 1973                                        | Halle de Solomiac                                                                   |
| Pigeonnier de Camusat                                                                | Solomiac                                            |                                             | 43° 47′ 02″ nord, 0° 53′ 32″ est            | « PA00094935 »                              | Inscription                                 | 1973                                        | Image manquante Téléverser                                                          |
| Croix byzantine de Tasque                                                            | Tasque                                              | Piédroit de la porte du cimetière           | 43° 38′ 22″ nord, 0° 01′ 14″ est            | « PA00094936 »                              | Inscription                                 | 1925                                        | Croix byzantine de Tasque                                                           |
| Église Saint-Pierre de Tasque                                                        | Tasque                                              |                                             | 43° 38′ 22″ nord, 0° 01′ 15″ est            | « PA00094937 »                              | Classement                                  | 1999                                        | Église Saint-Pierre de Tasque                                                       |
| Tour de Termes-d'Armagnac                                                            | Termes-d'Armagnac                                   |                                             | 43° 40′ 17″ nord, 0° 00′ 47″ ouest          | « PA00094938 »                              | Classement                                  | 1962                                        | Tour de Termes-d'Armagnac                                                           |
| Château de Terraube                                                                  | Terraube                                            |                                             | 43° 54′ 19″ nord, 0° 33′ 08″ est            | « PA00094939 »                              | Inscription Classement                      | 1988                                        | Château de Terraube                                                                 |
| Église Saint-Jacques-le-Majeur de Tillac                                             | Tillac                                              |                                             | 43° 28′ 32″ nord, 0° 16′ 35″ est            | « PA32000034 »                              | Inscription                                 | 2014                                        | Église Saint-Jacques-le-Majeur de Tillac                                            |
| Maison de la bastide                                                                 | Tillac                                              |                                             | 43° 28′ 32″ nord, 0° 16′ 33″ est            | « PA00094944 »                              | Inscription                                 | 1926                                        | Maison de la bastide                                                                |
| Maison de la bastide                                                                 | Tillac                                              |                                             | 43° 28′ 32″ nord, 0° 16′ 33″ est            | « PA00094943 »                              | Inscription                                 | 1926                                        | Maison de la bastide                                                                |
| Maison de la bastide                                                                 | Tillac                                              |                                             | 43° 28′ 32″ nord, 0° 16′ 33″ est            | « PA00094940 »                              | Inscription                                 | 1926                                        | Maison de la bastide                                                                |
| Maison de la bastide                                                                 | Tillac                                              |                                             | 43° 28′ 32″ nord, 0° 16′ 33″ est            | « PA00094941 »                              | Inscription                                 | 1926                                        | Maison de la bastide                                                                |
| Maison de la bastide                                                                 | Tillac                                              |                                             | 43° 28′ 32″ nord, 0° 16′ 34″ est            | « PA00094945 »                              | Inscription                                 | 1926                                        | Maison de la bastide                                                                |
| Maison de la bastide                                                                 | Tillac                                              |                                             | 43° 28′ 32″ nord, 0° 16′ 34″ est            | « PA00094942 »                              | Inscription                                 | 1926                                        | Maison de la bastide                                                                |
| Maison de la bastide                                                                 | Tillac                                              |                                             | 43° 28′ 31″ nord, 0° 16′ 33″ est            | « PA00094946 »                              | Inscription                                 | 1926                                        | Maison de la bastide                                                                |
| Maison de la bastide                                                                 | Tillac                                              |                                             | 43° 28′ 31″ nord, 0° 16′ 33″ est            | « PA00094950 »                              | Inscription                                 | 1926                                        | Maison de la bastide                                                                |
| Maison de la bastide                                                                 | Tillac                                              |                                             | 43° 28′ 32″ nord, 0° 16′ 34″ est            | « PA00094947 »                              | Inscription                                 | 1926                                        | Maison de la bastide                                                                |
| Maison de la bastide                                                                 | Tillac                                              |                                             | 43° 28′ 32″ nord, 0° 16′ 34″ est            | « PA00094949 »                              | Inscription                                 | 1926                                        | Image manquante Téléverser                                                          |
| Maison de la bastide                                                                 | Tillac                                              |                                             | 43° 28′ 32″ nord, 0° 16′ 34″ est            | « PA00094948 »                              | Inscription                                 | 1926                                        | Maison de la bastide                                                                |
| Remparts de Tillac                                                                   | Tillac                                              |                                             | 43° 28′ 34″ nord, 0° 16′ 36″ est            | « PA00094951 »                              | Inscription                                 | 1925                                        | Remparts de Tillac                                                                  |
| Tour de l'Horloge                                                                    | Tillac                                              |                                             | 43° 28′ 31″ nord, 0° 16′ 32″ est            | « PA00094952 »                              | Inscription                                 | 1925                                        | Tour de l'Horloge                                                                   |
| Église de Toujouse                                                                   | Toujouse                                            |                                             | 43° 49′ 58″ nord, 0° 10′ 42″ ouest          | « PA00094953 »                              | Inscription                                 | 1973                                        | Église de Toujouse                                                                  |
| Église Saint-Pierre de Tournecoupe                                                   | Tournecoupe                                         |                                             | 43° 51′ 50″ nord, 0° 48′ 35″ est            | « PA00094954 »                              | Inscription                                 | 1961                                        | Église Saint-Pierre de Tournecoupe                                                  |
| Abbaye de Flaran                                                                     | Valence-sur-Baïse                                   |                                             | 43° 53′ 24″ nord, 0° 22′ 25″ est            | « PA00094955 »                              | Inscription Classement                      | 1981 1914                                   | Abbaye de Flaran                                                                    |
| Château de Pimbat-Cruzalet                                                           | Vic-Fezensac                                        |                                             | 43° 44′ 46″ nord, 0° 20′ 49″ est            | « PA00094956 »                              | Inscription                                 | 1976                                        | Image manquante Téléverser                                                          |
| Église Saint-Pierre de Vic-Fezensac                                                  | Vic-Fezensac                                        | Place du curé Thiard                        | 43° 45′ 34″ nord, 0° 18′ 08″ est            | « PA32000046 »                              | Inscription                                 | 2018                                        | Église Saint-Pierre de Vic-Fezensac                                                 |
| Ferme du Priou                                                                       | Villefranche                                        | Le Priou                                    | 43° 24′ 59″ nord, 0° 41′ 59″ est            | « PA00135459 »                              | Inscription                                 | 1995                                        | Image manquante Téléverser                                                          |